# 片山津町
片山津町（かたやまづまち）は、かつて石川県江沼郡にあった町。現在の加賀市北東部に相当する。片山津温泉で知られた。

## 地理
東側は柴山潟に面している。旧動橋町との境には八日市川が流れ、現在では柴山潟から日本海へ向けて新堀川が流れる。尼御前岬があるのも旧片山津町の区域である。
- 湖沼
  - 柴山潟（加賀三湖）
- 河川
  - 八日市川、新堀川

## 歴史
- 1942年（昭和17年）11月3日 - 塩津村及び作見村が合併して、片山津町が発足する。片山津温泉は両村にまたがっており、行政上の利点もあっての合併だった。
- 1944年（昭和19年）10月11日 - 北陸本線の作見信号場が駅に昇格して作見駅（現・加賀温泉駅）が開業。
- 1951年（昭和26年） - 大字大畠及び大字千崎が統合して、大字美岬が新設する。
- 1954年（昭和29年）9月30日 - 片山津町及び篠原村が合併して、改めて片山津町が発足する。6大字を合わせ、当町は19大字となる。
- 1955年（昭和30年）4月1日 - 月津村の区域の内、大字柴山の区域を編入する。同日、月津村は小松市に編入する。
- 1958年（昭和33年）1月1日 - 大聖寺町、片山津町、橋立町、山代町、動橋町、南郷村、三谷村、三木村及び塩屋村が合併して、加賀市が発足する。19大字は加賀市の町名に継承。

## 経済
江戸時代には大聖寺藩2代藩主の前田利明によって片山津温泉が発見された。近代になって本格的な開発が始まり、1877年（明治10年）に片山津最初の温泉旅館が開業した。

## 交通
- 国鉄北陸本線
  - 作見駅（現在の加賀温泉駅）
- 北陸鉄道片山津線
  - 片山津本町駅 - 片山津駅

## 娯楽
- 片山津映画劇場 - 映画館[2]。

## 名所・旧跡・観光スポット
- 片山津温泉
- 柴山潟（加賀三湖）